# Miquelot de Prades
Miquel de Prades (Balaguer ? 1462, - côte du Belvédère Marittimo 1505), connu sous le nom de Miquelot de Prades, était un soldat catalan célèbre pour ses talents d'épée et ses divers actes militaires. Il n'existe aucune preuve fiable pour confirmer si trois faits documentés (sur un escrimeur, sur un meurtrier et sur un soldat mort en mer) peuvent être attribués à la même personne.

## Faits documentés

### Assassinat de Joan Borja à Rome
L'historien Jerónimo Zurita explique l'assassinat de Joan Borja, fils d'Alexandre VI à Rome, en 1497. Le décès a été attribué à Michalot de Prats, qui à l'époque était au service de la victime.      

### Escrimeur important en Italie et à Montserrat
Gonzalo Fernández de Oviedo y Valdés, dans son ouvrage Las Quinquagenas de la nobleza de España, a parlé d'un soldat catalan (Michalot de Pradas) qui campait en Italie remportant tous les duels avec une poussée sûre dans le cou de l'adversaire. Repentant de sa vie, ce soldat alla se réfugier au monastère de Montserrat. Un mauvais jour, un soldat italien avec deux épées est apparu et a défié Miquelot (en disant qu'il voulait voir la poussée secrète, affirmant qu'il serait capable de la contrer). Miquelot a catégoriquement refusé de se battre mais l'insistance de l'autre l'a forcé à le faire. L'Italien a été tué d'un coup de couteau dans le cou. Il n'y avait probablement pas de meilleure façon de l'enseigner. Repentant de sa nouvelle mort, il se rendit à Rome pour s'excuser. Le pape l'incorpora à ses troupes.
- Aucun document n'indique le type d'épée utilisée par Miquelot et ses adversaires. Il peut s'agir aussi bien d'une épée large (rigide et lourde) que d'une épée souple et relativement légère.

### Militaire au service du Pontife
Il y a un Michalot de Prats qui avec une caravelle armée à Naples a chassé et fait fuir quelques corsaires près du Belvédère Marittimo (sans aucun rapport, a priori, avec les faits précédents). Le navire de Michalot, des bateaux qui l'accompagnaient et les navires corsaires capturés, ont subi une tempête et ont coulé (1505). Tout l'équipage s'est noyé.